# Stübbecken
Stübbecken ist ein Wohnplatz der Gemeinde Nachrodt-Wiblingwerde im Märkischen Kreis im Regierungsbezirk Arnsberg in Nordrhein-Westfalen (Deutschland).

## Lage und Beschreibung
Die Ortslage befindet sich östlich des Höhendorfs Wiblingwerde und wird von diesem nur durch die Landesstraße L692 getrennt.
Nachbarorte sind neben Wiblingwerde die Ortslagen und Wohnplätze Eilerde, Brantenhahn, Höchsten, Heide, Alte Heide, Eickhoff, Hallenscheid, Neuenhaus, Buchholz und Kreinberg.

## Geschichte
Stübbecken wurde erstmals im Jahr 1696 als Stübgen urkundlich erwähnt. Der Ortsname leitet sich von Baumstumpf ab und gehört somit im weiteren Sinne zu der Gruppe der Rodungsnamen. Weitere Nennungen sind Stüffken (1732), Stüffgen (1734), Stüffcken (1735), Stüfgen (1761), Stöffeken (1767), stüwecke Kotten (1769), Stöfeken (1816) und Stüfeken (1818).
Stübbecken gehörte bis zum 19. Jahrhundert dem Kirchspiel, Amt, Rezeptur und Landgericht Altena der Grafschaft Mark an. Ab 1816 war der Ort Teil des Schulbezirks Wiblingwerde der Steuergemeinde Wiblingwerde der Landbürgermeisterei Altena im Kreis Altena, 1818 lebten vier Einwohner im Ort. Der laut der Ortschafts- und Entfernungs-Tabelle des Regierungs-Bezirks Arnsberg als Kotten kategorisierte Ort besaß 1839 ein Wohngebäude und ein landwirtschaftliches Gebäude und wurde in falscher Schreibweise als Stüsecken bezeichnet. Zu dieser Zeit lebten sechs Einwohner im Ort, allesamt evangelischen Bekenntnisses.
Auf den Handrissen (Mensalblätter) zur Karte der Grafschaft Mark von Eversmann wird der Ort um 1795 als Stübecken beschriftet. Er ist auf der Preußischen Uraufnahme von 1839 unbeschriftet und ist ab der Preußischen Neuaufnahme von 1892 auf Messtischblättern der TK25 als Stübecken und ab Ausgabe 1935 als Stübbecken verzeichnet.
Die Gemeinde- und Gutbezirksstatistik der Provinz Westfalen führt 1871 den Ort mit einem Wohnhaus und acht Einwohnern auf. Das Gemeindelexikon für die Provinz Westfalen gibt 1885 für Stübecken eine Zahl von fünf Einwohnern an, die in einem Wohnhaus lebten. 1895 besaß der Ort ein Wohngebäude mit neun Einwohnern, 1905 werden ein Wohnhaus und acht Einwohner angegeben.
Am 1. April 1907 wurden die Gemeinden Wiblingwerde und Kelleramt zu der Gemeinde Nachrodt-Wiblingwerde vereint, wodurch Stübbecken zum heutigen Gemeindegebiet kam.
In den 1950/1960er Jahren wurde bei Stübbecken eine Kläranlage in Betrieb genommen. In den 1980/90er Jahren wurde laut den Messtischblättern der alte Hof abgetragen und wenige Meter weiter westlich ein neues Wohngebäude errichtet.